# Heinrich Klüver
Heinrich Klüver (* 25. Mai 1897 in Holstein; † 8. Februar 1979 in Oak Lawn, Illinois) war ein deutsch-amerikanischer Neurowissenschaftler, der vor allem durch die Beschreibung des Klüver-Bucy-Syndroms bedeutsam ist.

## Leben
Heinrich Klüver war der Sohn von Wilhelm und Dorothes Klüver, geborene Wübbers. Nach dem Militärdienst für das Deutsche Reich im Ersten Weltkrieg studierte Heinrich Klüver Psychologie an den Universitäten von Hamburg und Berlin. Ab 1920 arbeitete er mit dem Begründer der Gestalttheorie, Max Wertheimer, zusammen; in der Gestalttheorie kommt der Wahrnehmung der Wirklichkeit durch die Sinne und deren Deutung durch das Gehirn eine entscheidende Bedeutung zu. Während dieser Zeit beschäftigte sich Klüver mit der visuellen Wahrnehmung bei Kindern.
Im Jahr 1923 wechselte Klüver ins kalifornische Palo Alto, um an der Stanford University zu studieren. 1924 erhielt er für seine Arbeiten zum Eidetischen Phänomen den Ph.D. im Fach Psychologie. Von 1924 bis 1926 weilte er an der University of Minnesota, wo er auf den Psychologen Karl Spencer Lashley traf, mit dem ihn eine lebenslange Freundschaft verbinden sollte. Danach forschte Klüver für zwei Jahre als Fellow of the Social Science Research Council an der Columbia University in New York, unter anderem an der Wirkung von Meskalin auf den Sehsinn.
Am 4. Februar 1927 heiratete er Cessa Feyerabend. Ab 1928 arbeitete Klüver in Chicago bei Karl Spencer Lashley und gehörte neben Percival Bailey, Ralph Gerard und Paul Bucy zum „Neurology Club“. Von 1933 bis 1963 hatte Klüver an der University of Chicago eine Professur für biologische Psychologie inne. Während seiner Professur lehnte er jegliche administrativen Aufgaben und Vorlesungen zugunsten seiner Forschung und praktischen Experimente ab.
1934 erhielt Klüver die amerikanische Staatsbürgerschaft, 1954 wurde er in die American Academy of Arts and Sciences gewählt, 1957 in die National Academy of Sciences und 1965 in die American Philosophical Society.
1960 wurde er mit der Karl Spencer Lashley Award ausgezeichnet.
Mit seinem Tod hinterließ er seine zweite Ehefrau Harriet Schwenk Klüver.

## Leistung
Heinrich Klüvers wissenschaftliche Laufbahn stand ganz im Zeichen der Erforschung des Sehsystems, sowohl der Verarbeitung von Lichtreizen als auch der Entstehung von Bildern im Gehirn.

### Forschung mit Meskalin
Während seiner Jahre an der Universität von Minnesota beschäftigte sich Klüver mit aus dem Peyote-Kaktus gewonnenem Meskalin. Bei der Lektüre der Forschungsliteratur war ihm aufgefallen, dass das Meskalin den Sehsinn beeinträchtigt; zu Forschungszwecken nahm Heinrich Klüber selbst Meskalin zu sich. Die unter dem Einfluss der Droge und bei geschlossenen Augen aufscheinenden Lichtmuster zeigten gewisse „Geometrisierungstendenzen“, denn er sah unter anderem Orientteppiche, Tapetenmuster, architektonische Formen, Strebepfeiler, Rosetten, Laub- und Gitterwerk. Klüver schlussfolgerte vier grundsätzliche „Formkonstanten“, die er wie folgt kategorisierte: 1) Gitter, 2) Spiralen, 3) Spinnweben, 4) Tunnel.
Die durch das Meskalin abnorm gesteigerte Aktivierung des Sehsystems lieferte Bilder, die weder aus Signalen der Augen gebildet wurden, noch einen persönlichen Informationsgehalt enthielten (keine Erinnerungen), sondern vielmehr die Architektur des Gehirns selbst widerspiegelten. Klüver verglich die zackigen und welligen Lichtmuster mit optischen Erscheinungen, die auch bei Migräne (Aura), Fieber, Hypoglykämie, Delirium, Deprivation und im Halbschlaf auftauchen. Viel später wiesen David Hubel und Torsten Wiesel im Gehirn Neuronen nach, die auf Linien, Kanten und Ecken reagierten. Heinrich Klüver veröffentlichte seine Forschungsergebnisse 1926 in einem Aufsatz mit dem Titel Mescal Visions and Eidetic Vision.

### Klüver-Bucy-Syndrom
Im Jahr 1936 gelang Klüver im Tiermodell der Nachweis, dass die Entfernung beider Occipitallappen zur Rindenblindheit führt, bei der Entfernung der Temporallappen verschwindet hingegen die Fähigkeit, das Gesehene zu deuten. Dieses Phänomen wird nach ihm und Paul Bucy als Klüver-Bucy-Syndrom bezeichnet. Klüver entwickelte auch eine Färbemethode zur Darstellung der Myelinscheiden. Weitere Forschungsgebiete betrafen die Verhaltenssteuerung bei Primaten.

## Bibliografie (Auswahl)
- Mescal Visions and Eidetic Vision, Am. J. Psychol. 37, 1926, S. 502–15.
- Mescal: The ‘Divine’ Plant and Its Psychological Effects, London 1928.
- Behavior Mechanisms in Monkeys, University of Chicago Press, Chicago 1933.
- Mescal and Mechanisms of Hallucinations, University of Chicago, Chicago 1966.

## Einzelbelege
1. ↑  Frederick K. D. Nahm u. Karl H. Pribram: Heinrich Klüver 1897—1979. A Biographical Memoir National Academies Press, Washington 1998; S. 4.
2. ↑  Karl Clausberg: Warburg, Meskalin und die Sterne – Bildräume des Distanzbewusstseins in: Elize Bisanz, Marlene Heidel (Hrsg.): Bildgespenster: Künstlerische Archive aus der DDR und ihre Rolle heute, S. 112.
3. ↑  Frederick K. D. Nahm u. Karl H. Pribram: Heinrich Klüver 1897—1979. A Biographical Memoir, National Academies Press, Washington 1998, S. 5.
4. ↑  Oliver Sacks: Drachen, Doppelgänger und Dämonen. Über Menschen mit Halluzinationen, Reinbek 2015, S. 117. ISBN 9783499629723
5. ↑  Oliver Sacks: Drachen, Doppelgänger und Dämonen, S. 124.

| Personendaten    | Personendaten                                              |
| ---------------- | ---------------------------------------------------------- |
| NAME             | Klüver, Heinrich                                           |
| KURZBESCHREIBUNG | deutsch-amerikanischer Psychologe und Neurowissenschaftler |
| GEBURTSDATUM     | 25. Mai 1897                                               |
| GEBURTSORT       | Holstein                                                   |
| STERBEDATUM      | 8. Februar 1979                                            |
| STERBEORT        | Oak Lawn (Illinois)                                        |